# Grèvol de Franklin
El grèvol de Franklin (Falcipennis franklinii) és una espècie de tetraònida emparentat amb el grèvol del Canadà i el siberià que habita a la Serralada d'Alaska, la serralada de la Costa i el nord de les muntanyes Rocoses, des del sud-est d'Alaska fins al nord de Wyoming i Idaho central.

## Taxonomia
Actualment és inclosa al gènere Canachites, arran treballs com ara Persons 2016.
Segons la classificació del Congrés Ornitològic Internacional, versió 13.2. 2023 es tracta en realitat d'un grup de dues subespècies del grèvol del Canadà.